# You Only Live Twice
You Only Live Twice — седьмой студийный альбом шведской метал-группы Pain, изданный в июне 2011 года.

## Об альбоме
Первая информация о новом альбоме Pain появилась в марте 2011 года. 15 марта создатель проекта, Петер Тэгтгрен, сообщил название пластинки — You Only Live Twice. Комментарий музыканта: «[Название] не имеет никакого отношения к Джеймсу Бонду. Уверен, я буду слышать это всю оставшуюся жизнь! Но название, главным образом, о людях, которые борются. Разве вы не хотели бы иметь ещё один шанс? Жить дважды?» Неделю спустя Тэгтгрен представил обложку альбома: «Я хотел чего-то в духе „Кошмар перед Рождеством“ встречает „Алису в Стране чудес“, но с нашим талисманом, Painhead’ом; нашим Эдди, как у Iron Maiden»
3 апреля в эфире шведской радиостанции Bandit Rock состоялась премьера трека «Dirty Woman», а 19 числа был опубликован видеоклип на эту песню. Его окончание одновременно является началом сюжетной линии следующего видео, «The Great Pretender», которое вышло 6 июня. You Only Live Twice был выпущен в начале июня и достаточно быстро попал в чарты европейских стран. В немецком хит-параде Media Control Charts диск достиг 40 строчки, удивив и обрадовав Петера — предыдущим альбомам Pain никогда не удавалось войти в Топ-50 Германии.
Первые выступления группы по случаю выхода You Only Live Twice состоялись в июле на различных музыкальных фестивалях. В октябре коллектив отправился в полноценный гастрольный тур в поддержку новой записи, по его итогам был издан концертный видеоальбом, озаглавленный We Come In Peace.

## Отзывы
Обозреватель канадского музыкального сайта exclaim.ca Кил Хьюм написал смешанный отзыв: «Детище продюсера Петера Тэгтгрена, Pain, окунулось в спид-метал, электронный бит и индастриал. Если эта смесь звучит как нечто, вами ненавидимое, вы не сможете насладиться седьмым альбомом Pain, You Only Live Twice.»
Рецензент немецкого электронного журнала metal.de Катарина Бек оценила запись более одобрительно: «You Only Live Twice, седьмой полноформатный альбом Pain, вмещает в себя легко запоминающиеся, часто танцевальные мелодии, хоровое пение почти во всех песнях, мрачно-дробящую гитару, поразительный вокал Тэгтгрена, ломано-рассеянные крики, в обрамлении доминирующих типично электрических элементов. Рекомендую.»

## Список композиций
1. «Let Me Out» — 4:35
2. «Feed the Demons» — 3:54
3. «The Great Pretender» — 4:05
4. «You Only Live Twice» — 4:04
5. «Dirty Woman» — 4:18
6. «We Want More» — 4:46
7. «Leave Me Alone» — 4:10
8. «Monster» — 4:06
9. «Season of the Reaper» — 6:38

Бонус-диск
1. «Crawling Thru Bitterness» (unreleased bonus track) — 3:58
2. «The Great Pretender» (Millboy & Peka P Remix) — 3:50
3. «Dirty Woman» (MC Raaka Pee Remix) — 3:44
4. «You Only Live Twice» (Rectifier Remix) — 2:52
5. «Leave Me Alone» (Rectifier Remix) — 3:34
6. «Eleanor Rigby» (Live at Sundown Festival 2008) — 4:25
7. «Follow Me» (Live in Brussels 2009) — 4:45
8. «I Don’t Care» (Live at Raimsmes Festival 2009) — 2:53
9. «Bitch» (Live at Raismes Festival 2009) — 4:40
10. «Unchain The Time» (exclusive bonus track) — 3:39

## Позиции в чартах
| Страна    | Позиция |
| --------- | ------- |
| Австрия   | 75      |
| Германия  | 40      |
| Финляндия | 25      |
| Швейцария | 64      |
| Швеция    | 36      |